# Caribbean's Next Top Model (mùa 1)
Caribbean's Next Top Model, Mùa 1 là mùa đầu tiên của chương trình Caribbean's Next Top Model, trong đó một số phụ nữ tranh tài danh hiệu Caribbean's Next Top Model, và một cơ hội để bắt đầu sự nghiệp của họ trong sự nghiệp gười mẫu. Chương trình thể hiện các thí sinh tham vọng từ toàn bộ vùng Caribê. Vào ngày 15 tháng 11 năm 2012, thí sinh của mùa đầu tiên đã được tiết lộ. Chương trình đã bắt đầu phát sóng vào ngày 18 tháng 2 năm 2013. Vì những lý do không được nêu rõ, chương trình ngừng phát sóng tạm thời sau tập 8 và bắt đầu lại với ba tập cuối của mùa, bắt đầu từ tập 9 dưới lịch biểu thường lệ của nó vào ngày 20 tháng 5 năm 2013.
Điểm đến quốc tế của mùa này là St. Augustine dành cho top 2.
Người chiến thắng trong cuộc thi là Treveen Stewart, 22 tuổi từ Quần đảo Cayman. Giải thưởng của cô đã nhận được là: một hợp đồng người mẫu với Factor Women Model Management ở Atlanta & Chicago, xuất hiện trên trang bìa tạp chí Caribbean Belle và một hợp đồng phát ngôn cho B Mobile trị giá $50.000.

## Các thí sinh
(Tuổi tính từ ngày dự thi)
| Đến từ              | Thí sinh           | Tuổi | Chiều cao              | Bị loại ở | Hạng               |
| ------------------- | ------------------ | ---- | ---------------------- | --------- | ------------------ |
| Trinidad and Tobago | Rachel John        | 20   | 1,80 m (5 ft 11 in)    | Tập 2     | 12 (dừng cuộc thi) |
| Trinidad and Tobago | Semoy De Four      | 22   | 1,78 m (5 ft 10 in)    | Tập 2     | 11                 |
| Guadeloupe          | Ashley Anselm      | 19   | 1,78 m (5 ft 10 in)    | Tập 3     | 10                 |
| Trinidad and Tobago | Sheriza Ali        | 23   | 1,75 m (5 ft 9 in)     | Tập 4     | 9                  |
| Bahamas             | Kendra Beneby      | 23   | 1,80 m (5 ft 11 in)    | Tập 5     | 8                  |
| Jamaica             | Lisa Wallace       | 26   | 1,78 m (5 ft 10 in)    | Tập 6     | 7                  |
| Barbados            | Sedia Jackman      | 19   | 1,80 m (5 ft 11 in)    | Tập 6     | 6                  |
| Trinidad and Tobago | Athaliah Samuel    | 23   | 1,78 m (5 ft 10 in)    | Tập 7     | 5                  |
| Jamaica             | Trudy-Lee Collins  | 21   | 1,70 m (5 ft 7 in)     | Tập 8     | 4-3                |
| Trinidad and Tobago | Susan Chin         | 23   | 1,70 m (5 ft 7 in)     | Tập 8     | 4-3                |
| Curaçao             | Stephany Francisca | 22   | 1,78 m (5 ft 10 in)    | Tập 10    | 2                  |
| Cayman Islands      | Treveen Stewart    | 22   | 1,77 m (5 ft 9+1⁄2 in) | Tập 10    | 1                  |

## Thứ tự gọi tên
| Thứ tự | Tập      | Tập      | Tập      | Tập      | Tập      | Tập      | Tập      | Tập         | Tập      |
| Thứ tự | 1        | 2        | 3        | 4        | 5        | 6        | 7        | 8           | 10       |
| ------ | -------- | -------- | -------- | -------- | -------- | -------- | -------- | ----------- | -------- |
| 1      | Sedia    | Trudy    | Treveen  | Treveen  | Stephany | Trudy    | Stephany | Treveen     | Treveen  |
| 2      | Sheriza  | Sedia    | Susan    | Susan    | Sedia    | Susan    | Trudy    | Stephany    | Stephany |
| 3      | Stephany | Treveen  | Trudy    | Lisa     | Athaliah | Treveen  | Treveen  | Susan Trudy |          |
| 4      | Treveen  | Stephany | Sedia    | Stephany | Lisa     | Athaliah | Susan    | Susan Trudy |          |
| 5      | Semoy    | Ashley   | Lisa     | Trudy    | Treveen  | Stephany | Athaliah |             |          |
| 6      | Trudy    | Athaliah | Sheriza  | Athaliah | Trudy    | Sedia    |          |             |          |
| 7      | Rachel   | Susan    | Athaliah | Sedia    | Susan    | Lisa     |          |             |          |
| 8      | Kendra   | Sheriza  | Stephany | Kendra   | Kendra   |          |          |             |          |
| 9      | Ashley   | Kendra   | Kendra   | Sheriza  |          |          |          |             |          |
| 10     | Athaliah | Lisa     | Ashley   |          |          |          |          |             |          |
| 11     | Susan    | Semoy    |          |          |          |          |          |             |          |
| 12     |          | Rachel   |          |          |          |          |          |             |          |

     Thí sinh dừng cuộc thi
     Thí sinh bị loại
     Thí sinh bị loại trước phòng đánh giá
     Thí sinh chiến thắng cuộc thi
- Tập 1 là tập casting. Không có thứ tự gọi tên nào trong tuần đầu tiên. Thay vào đó, các thí sinh tìm thấy bức ảnh của họ trong một phong bì với hành lý của họ. Những người có dấu 'bị từ chối' bên trong phong bì của họ sẽ bị loại khỏi cuộc thi.
- Trong tập 2, Rachel đã quyết định dừng cuộc thi vì lí do công việc. Chính vì thế mà Lisa, người bị loại ở bán kết, tham gia vào cuộc thi để thay thế cô.
- Trong tập 6, Lisa đã bị loại vì màn thể hiện tệ nhất trong thử thách casting.
- Trong tập 8, Susan và Trudy rơi vào cuối bảng và cả hai đều bị loại.
- Tập 9 là tập ghi lại khoảnh khắc của cuộc thi.
- Tập 11 là tập tái hợp các thí sinh.

### Buổi chụp hình
- Tập 1: Ảnh thẻ; Tạo dáng với áo tự thiết kế cho phòng chống AIDS (casting)
- Tập 2: Nữ quân đội theo nhóm
- Tập 3: Vẻ đẹp tự nhiên
- Tập 4: Hỗn loạn Carnival theo kiểu thế giới
- Tập 5: Vẻ đẹp tự nhiên khi khỏa thân
- Tập 6: Sơn người trong rừng
- Tập 7: Quảng cáo cho sản phẩm sơn móng tay CHI
- Tập 8: Hóa thân thành Thần khỉ Hanuman trong đền
- Tập 10: Quảng cáo và ảnh quảng cáo cho B Mobile

### Diện mạo mới
- Ashley: Nhuộm vàng và xoăn xù lên
- Athaliah: Tóc ngắn với highlight đỏ
- Kendra: Cắt ngắn với highlight vàng
- Lisa: Tóc xoăn và dày
- Sedia: Nối tóc màu đỏ sậm
- Sheriza: Nối tóc dài với highlight vàng
- Stephany: Tóc dài và mượt với mái ngố dày
- Susan: Tóc bob
- Treveen: Cắt ngắn
- Trudy-Lee: Cạo tóc và nhuộm vàng